# Le Vol du Frelon
Pour les articles homonymes, voir Frelon (homonymie).
Ne doit pas être confondu avec Le Vol de la Libellule.
Le Vol du Frelon (Hornet Flight) est un roman britannique de Ken Follett, publié en 2002.

## Résumé
Le héros de l'histoire est un jeune Danois, Harald Olufsen, qui a 18 ans en 1941, à l'époque de l'occupation allemande du Danemark.
Pour riposter aux bombardements ennemis sur Londres notamment, Winston Churchill ordonne à son aviation de faire de même sur des villes du nord de l'Allemagne. Mais ce plan est mis à mal par les très lourdes pertes des avions de la Royal Air Force, abattus sans même parvenir à atteindre leurs cibles. La raison de cette déroute est un mystère pour les Britanniques, jusqu'à ce qu'Harald découvre par hasard, sur la petite île du Danemark où il habite, une  mystérieuse installation qui n'est autre qu'un radar. Voilà la cause de la déroute de l'aviation britannique : les Allemands sont plus avancés technologiquement. Harald va alors tout faire pour aller au Royaume-Uni et prévenir Churchill de cette menace. Pour cela, il devra, aidé par de nombreuses personnes, échapper à la police danoise qui collabore avec le régime nazi et échapper aux dangers pour atteindre Londres à bord du Frelon, un petit avion.